# هدونوواوا
هدونوواوا (به لاتین: Hedunuwawa) یک منطقهٔ مسکونی در سری‌لانکا است که در استان مرکزی (سری‌لانکا) واقع شده‌است.